# Franz Doll
Franz Doll (* 6. November 1906 in Durlach (Baden); † unbekannt, offiziell zum 31. Dezember 1945 für tot erklärt) war in der Weimarer Republik ein Reichstagsabgeordneter der KPD.

## Leben
Der gelernte Dreher trat 1921 der Arbeiterjugend bei. 1927 wurde er auch Mitglied der KPD. Seit Ende der 1920er Jahre arbeitete als Redakteur für die kommunistischen Parteizeitungen Ruhr-Echo und Westfälischer Kämpfer. Zudem war er politischer Leiter des Bezirkes Baden-Pfalz der KPD.
Bei der Reichstagswahl vom Juli 1932 wurde er im Wahlkreis Baden in den Reichstag gewählt, dem er bis 1933 angehörte.
Ende 1932 folgte Doll Robert Klausmann als Polleiter des KPD-Bezirkes Baden-Pfalz. Im Februar 1933 wurde er zusammen mit Herbert Müller Leiter der illegalen KPD im Bezirk Baden-Pfalz. Dann ging er nach Berlin, um ab Juli 1933 als Oberberater West im Ruhrgebiet zu fungieren und dann in München tätig zu sein.
Es ist unklar, ob Doll als Polleiter der illegalen KPD Bayerns Anfang 1935 verhaftet wurde oder ob er, wie es ein Schreiben des Zentralkomitees der KPD vom Dezember 1945 behauptete, 1935 ins Saargebiet emigrierte. In einem Personalbogen des Reichssicherheitshauptamtes von Ende 1936/Anfang 1937 wurde Doll als „flüchtig“ registriert. Noch im Jahr 1941 stand sein Name auf der Sonderfahndungsliste der Gestapo.
Dolls weiteres Schicksal ist nicht geklärt: Seine Ehefrau Margarethe, die ein letztes Lebenszeichen ihres Mannes im Januar 1934 erhielt, ließ ihn schließlich durch Beschluss des Amtsgerichts Heidelberg vom 15. Oktober 1947 offiziell für tot erklären. Als Zeitpunkt des Todes wurde amtlich der 31. Dezember 1945 festgelegt. Als wahrscheinlichste Variante gilt, dass Franz Doll um 1935 in die Sowjetunion emigrierte und dort den Stalinschen Säuberungen zum Opfer fiel.